# Austrammo rossi
Austrammo rossi är en spindelart som beskrevs av Norman I. Platnick 2002. Austrammo rossi ingår i släktet Austrammo och familjen Ammoxenidae. Inga underarter finns listade.